# Sven Björk
Sven Erik Johannes Nilsson-Björk, född 19 juni 1927 i Gammalstorps församling, Blekinge län, död 15 februari 2025, var en svensk limnolog. Han var professor emeritus i limnologi, läran om inlandsvatten, vid Lunds universitet och blev 1980 ledamot av Vetenskapsakademien. Han var även författaren bakom boken "Överkörd natur" (2010), som är en kritisk bok om vägverket och andra myndigheters behandling av Vesan.